# Szambowo
Szambowo (ros. Шамбово) – wieś w Rosji, w rejonie ust´-kubinskim obwodu wołogodzkiego. W 2010 r. liczyła 21 mieszkańców.